# Piano delle Fosse del Grano

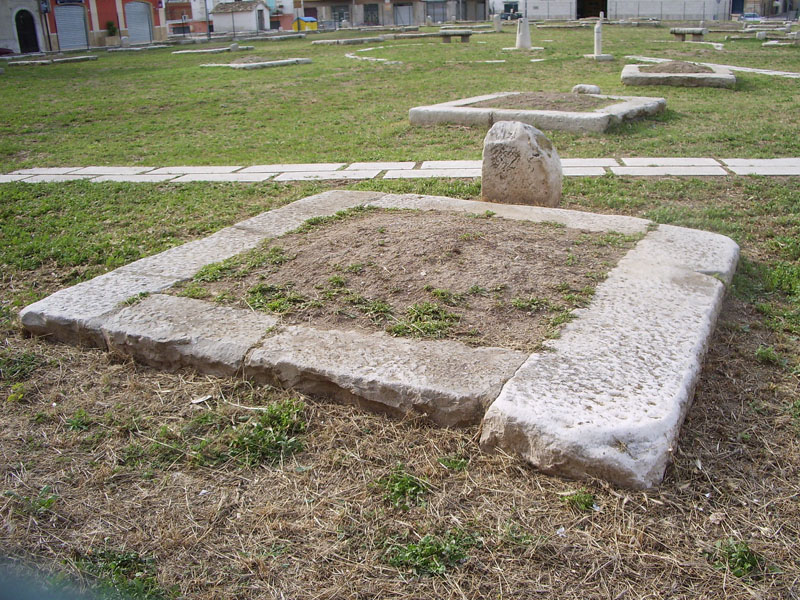
Détails d'une fosse à grains.

Le Piano delle Fosse del Grano (ou Piano San Rocco) est un site ancien de fosses à grains, situé au sud de la commune italienne de Cerignola, dans les Pouilles.
Avec plus de 600 silos tronconiques creusés dans un sol de tuf, il représente le dernier témoignage d'un mode de conservation typique de la civilisation paysanne de la Capitanata.
Développées sur une surface de 26 000 m2, les fosse granarie sont destinées principalement à la conservation du blé, mais aussi de l'orge,  de l'avoine, du maïs, des fèves, des graines de lin, des amandes et des pois chiche.

## Histoire
Son existence est attestée, dès 1225, dans un manuscrit intitulé  « Codice diplomatico barese. Vol. X. Le Pergamene di Barletta. doc. n. 66 », et est située avec précision, dans un testament de 1573, au piano San Rocco, en face de l'église San Dominico.
Sans certitude, il est estimé qu'un petit nombre de fosses datent de l'époque romaine, mais la plupart d'entre elles remontent à la période médiévale.
En 1447, la Dogana delle pecore, administration du territoire de l'époque, instituée par Alphonse V d'Aragon, transformait  pendant près de quatre siècles tout le site céréalier d'origine en un pâturage de transhumance pour les troupeaux de moutons des Abruzzes.
En 1840, le site retrouvait sa vocation première lors de l'institution du règlement dit  Regolamento del Piano delle Fosse di Cerignola, approuvé par le Decurionato (it). En 1902, le nombre de fosses est d'environ 1 100 pour décliner, dans les années 1940, à 750 avec une capacité de 350 000 quintaux de blé. Aujourd'hui, le Piano San Rocco, est composé de 625 fosses dont environ une cinquantaine encore utilisée. 
En raison de son caractère historique, le 5 juillet 1989, le site est partiellement protégé par le Ministère pour les biens et les activités culturels, et de juin 1998 à octobre 2000, il est sécurisé puis délimité par des trottoirs en pierre.

## Structure d'une fosse à grains

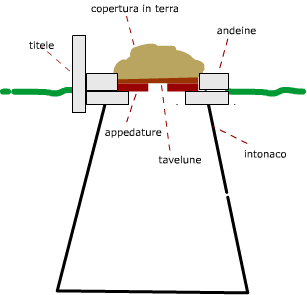
Coupe d'une fosse à grains